# Scream (Michael-Jackson-Lied)
Scream (englisch für „Schreien“) ist ein Duett des US-amerikanischen Sängers Michael Jackson mit seiner jüngeren Schwester, der Sängerin Janet Jackson. Es erschien am 20. Juni 1995 auf Michael Jacksons Doppelalbum HIStory – Past, Present and Future Book I, nachdem es bereits am 31. Mai als Teil der Vorab-Single Scream/Childhood erschienen war. Diese Single avancierte weltweit in 19 Staaten zum Top-10-Hit und erreichte in 15 von diesen sogar die Top-5 sowie in fünf die Chartspitze. Bis heute wurde sie über 2,6 Millionen Mal verkauft.

## Entstehung
Scream ist ein autobiografischer Song von Jackson, in dem es um die Presse und die verbreiteten Gerüchte über Jackson geht. Der Song wurde von James Harris III, Terry Lewis, Michael Jackson und Janet Jackson geschrieben und auch produziert.

## Musikvideo
Das Musikvideo zeigt ein Raumschiff, in dem die beiden Jacksons u. a. meditieren, an die Wände springen und Tennis spielen. Der Regisseur war Mark Romanek und das Video ist 4:38 lang. Mit sieben Millionen Dollar Kosten ist Scream bis heute das teuerste jemals produzierte Musikvideo und hat einen Guinness-Weltrekord-Eintrag.
Bei den MTV Video Music Awards 1995 war das Lied elf Mal nominiert. Es gewann schließlich Best Dance Video, Best Choreography in a Video und Best Art Direction in a Video.

## Live-Aufführungen
Jackson sang Scream während der HIStory World Tour als ersten Song der Show in verkürzter Version live, dabei sang er teilweise auch Janet Jacksons Verse. Janet Jackson sang Scream nach dem Tod von Michael Jackson während der MTV Video Music Awards 2009 als Tribut in ebenfalls verkürzte Form, dabei wurde für Michael Jackson Verse die Studioversion verwendet.

## Kritiken
Die Website Popkultur.de wählte Scream auf Rang 64 der besten Songs des Jahres 1995.

## Kommerzieller Erfolg

### Charts und Chartplatzierungen
Scream/Childhood erreichte die Top-10 in Österreich (Platz 9), Deutschland (Platz 8), Schweden (Platz 8), Irland (Platz 6), den USA (Platz 5), Belgien (Platz 5; Wallonie) Frankreich (Platz 4), den Niederlanden (Platz 4), Belgien (Platz 3; Flandern), der Schweiz (Platz 3), Großbritannien (Platz 3), Norwegen (Platz 2), Australien (Platz 2), Dänemark (Platz 2), Neuseeland (Platz 1), Ungarn (Platz 1), Simbabwe (Platz 1), Italien (Platz 1), Spanien (Platz 1) und Finnland (Platz 1). In den Vereinigten Staaten debütierte die Single auf Platz fünf mit über 64.000 verkauften Singles und wurde damit die erste Single in der Geschichte der Billboard-Charts, die in den Top 5 debütierte. Scream/Childhood verkaufte sich dort im Jahr 1995 über 700.000 Mal und insgesamt über 1 Million Mal.
| ChartsChartplatzierungen             | Höchstplatzierung | Wochen |
| ------------------------------------ | ----------------- | ------ |
| Deutschland (GfK)                    | 8 (14 Wo.)        | 14     |
| Österreich (Ö3)                      | 9 (10 Wo.)        | 10     |
| Schweiz (IFPI)                       | 3 (20 Wo.)        | 20     |
| Vereinigtes Königreich (OCC)         | 3 (22 Wo.)        | 22     |
| Vereinigte Staaten (Billboard)       | 5 (17 Wo.)        | 17     |
| Vereinigte Staaten (Billboard R&B)   | 2 (14 Wo.)        | 14     |
| Vereinigte Staaten (Billboard Dance) | 1 (11 Wo.)        | 11     |

| ChartsJahrescharts (1995)            | Platzierung |
| ------------------------------------ | ----------- |
| Deutschland (GfK)                    | 95          |
| Schweiz (IFPI)                       | 28          |
| Vereinigte Staaten (Billboard)       | 56          |
| Vereinigte Staaten (Billboard R&B)   | 62          |
| Vereinigte Staaten (Billboard Dance) | 19          |

### Auszeichnungen für Musikverkäufe
| Land/Region                  | Auszeichnungen für Musikverkäufe (Land/Region, Auszeichnung, Verkäufe) | Verkäufe  |
| ---------------------------- | ---------------------------------------------------------------------- | --------- |
| Australien (ARIA)            | Gold                                                                   | 35.000    |
| Neuseeland (RMNZ)            | Gold                                                                   | 5.000     |
| Vereinigte Staaten (RIAA)    | Platin                                                                 | 1.000.000 |
| Vereinigtes Königreich (BPI) | Silber                                                                 | 200.000   |
| Insgesamt                    | 1× Silber · 2× Gold · 1× Platin ·                                      | 1.240.000 |

Hauptartikel: Michael Jackson/Auszeichnungen für Musikverkäufe

## Besetzung
- Produktion: Michael Jackson, Janet Jackson, James Harris III. Terry Lewis
- Komposition: Michael Jackson, Janet Jackson, James Harris III. Terry Lewis
- Solo, Background Vocals: Michael Jackson, Janet Jackson
- Perkussion: Michael Jackson
- Perkussion, Keyboards: James Harris III, Terry Lewis
- Tontechnik: Bruce Swedien, Steve Hodge
- Mix: Bruce Swedien, Steve Hodge

## Trivia
- Das 2017 postum erschienene Halloween-Kompilationsalbum von Michael Jackson, Scream, ist nach dem Duett benannt, das auf dem Album auch enthalten ist.